# Juwan Howard
Juwan Antonio Howard (Chicago, Illinois; 7 de febrero de 1973) es un exjugador de baloncesto estadounidense que disputó 19 temporadas en la NBA y que actualmente ejerce como entrenador asistente de los Brooklyn Nets de la NBA. Con 2,06 metros de estatura, jugaba en la posición de ala-pívot. Es el padre del actual jugador profesional Jett Howard.

## Trayectoria deportiva

### Universidad

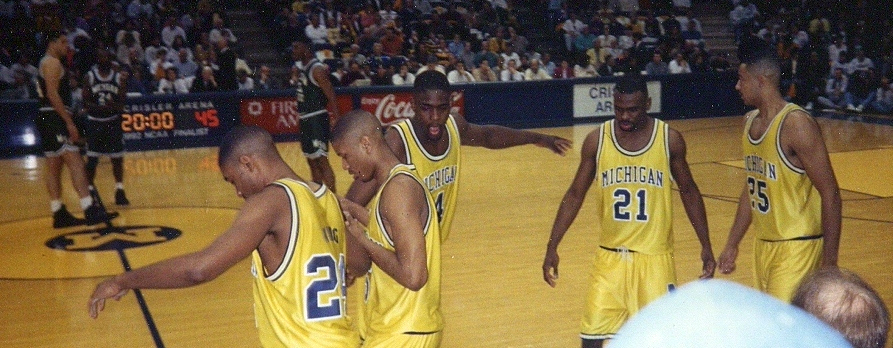
Los "Fab Five" de Míchigan (izquierda a derecha) Jimmy King, Jalen Rose, Chris Webber, Ray Jackson y Howard.

Howard asistió a la Universidad de Míchigan, donde promedió 15.3 puntos y 7.5 rebotes por partido en 100 partidos con la camiseta de los Wolverines. En su año júnior, consiguió los mejores números de su carrera universitaria, promediando 20.8 puntos y 8.9 rebotes por encuentro, siendo además nombrado en el tercer quinteto del All-American y en el primero de la Big Ten Conference. En su dos primeras temporadas en Míchigan, ayudó al equipo a llegar a la final del torneo de la NCAA, perdiendo en ambas ocasiones. En su temporada freshman promedió 11.1 puntos, aumentando el año siguiente a 14.6 por partido. 
Junto con Chris Webber, Ray Jackson, Jimmy King y Jalen Rose formó parte del fabuloso "Fab Five" de Míchigan.

#### Estadísticas
| Año     | Equipo   | PJ  | PT | MPP  | %TC  | %3P  | %TL  | RPP | APP | ROB | TPP | PPP  |
| ------- | -------- | --- | -- | ---- | ---- | ---- | ---- | --- | --- | --- | --- | ---- |
| 1991–92 | Michigan | 34  | 31 | 28.1 | .450 | .000 | .688 | 6.2 | 1.8 | .4  | .6  | 11.1 |
| 1992–93 | Michigan | 36  | 36 | 31.5 | .506 | .000 | .700 | 7.4 | 1.9 | .6  | .4  | 14.6 |
| 1993–94 | Michigan | 30  | 30 | 34.9 | .556 | .143 | .675 | 9.0 | 2.4 | 1.5 | .7  | 20.8 |
| Total   | Total    | 100 | 97 | 31.4 | .510 | .091 | .688 | 7.5 | 2.0 | .8  | .6  | 15.3 |

### NBA

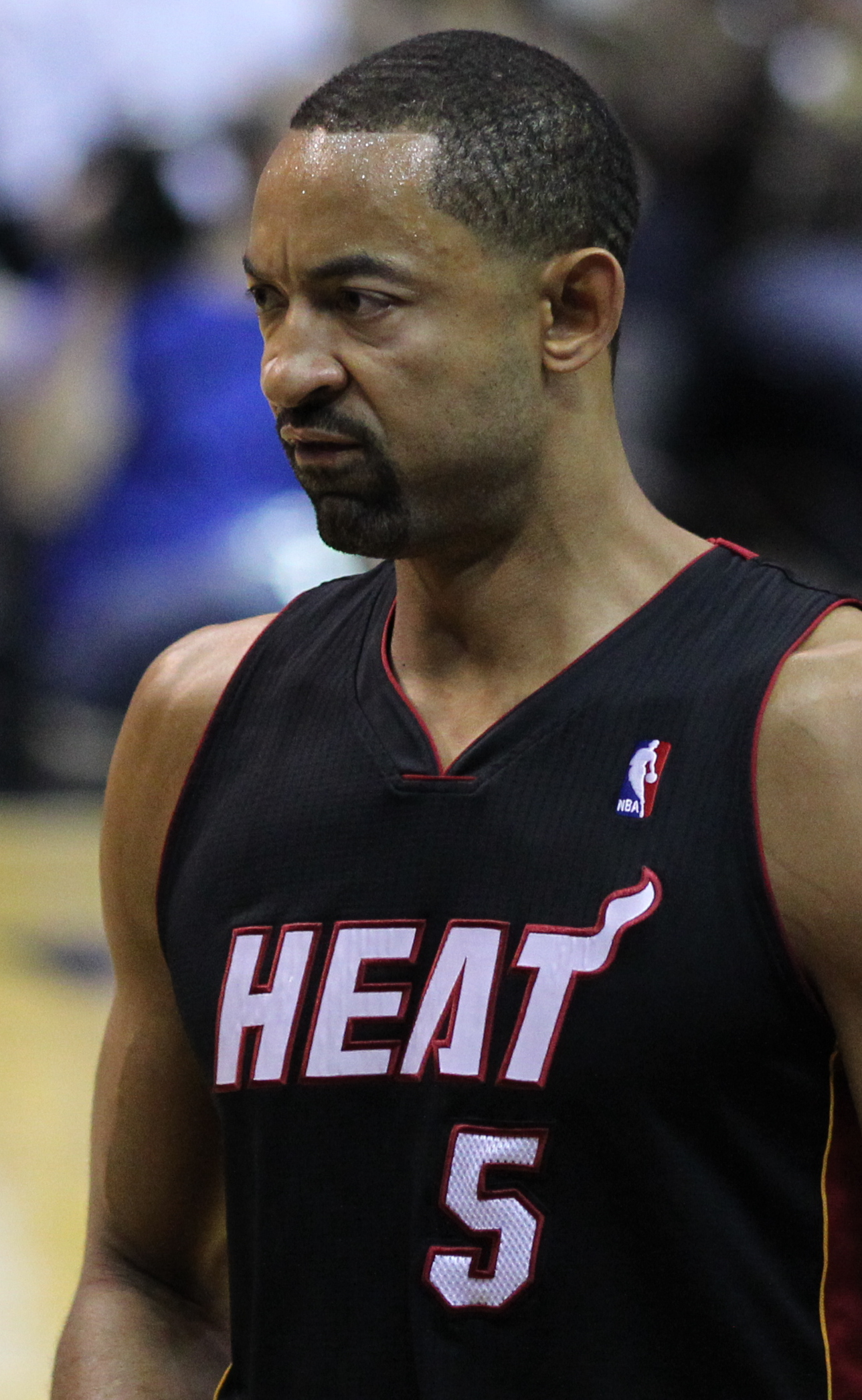
Juwan Howard con Miami en 2011.

Fue seleccionado en la décima posición por Washington Bullets en el Draft de 1994. En su segunda temporada en los Bullets, se juntó con su compañero de universidad Webber, que con Gheorghe Muresan, Mark Price, Calbert Cheaney, Robert Pack y el rookie Rasheed Wallace formaban un equipo candidato a playoffs. Sin embargo, las lesiones de Webber, Pack y Price acabaron con las esperanzas de los capitalinos y alejaron al equipo de la postemporada, logrando 39 victorias. Esa temporada, Howard brilló, promediando 22.1 puntos, 8.1 rebotes y 4.4 asistencias y siendo elegido en el tercer quinteto de la liga y en el All-Star Game. También consiguió ser el primer jugador en la historia de la franquicia desde Bernard King en anotar 40 puntos o más en dos partidos consecutivos (el 17 de abril de 1996 le anotó 40 a Boston Celtics y dos noches después 42 a Toronto Raptors).
Al finalizar la temporada, Howard estaba considerado como una estrella de la liga y debido a que se convertía en agente libre, muchos equipos lucharon por incorporarle a sus filas. Pero Howard decidió fichar por Miami Heat el 15 de julio de 1996 por 101 millones de dólares, aunque el contrato fue rechazado por la NBA al violar las reglas del límite salarial. Howard renovó el 5 de agosto con los Bullets, firmando un contrato de 105 millones por siete años y convirtiéndose en el primer jugador en firmar un contrato de 100 millones o más. Aunque durante su carrera siempre ha aportado números decentes (aproximadamente 17 puntos y 8 rebotes), el jugador nunca alcanzaría el nivel que mostró durante su temporada All-Star ni daría la sensación de merecer un contrato de tanto dinero.
Tras seis temporadas y media en Washington, fue traspasado el 22 de febrero de 2002 a Dallas Mavericks junto con Obinna Ekezie y Calvin Booth a cambio de Christian Laettner, Loy Vaught, Etan Thomas, Hubert Davis, Courtney Alexander y dinero. En Dallas duraría un año, siendo esta vez enviado a Denver Nuggets el 21 de febrero de 2003 junto con Donnell Harvey, Tim Hardaway y una primera ronda del draft de 2002 por Raef LaFrentz, Avery Johnson, Nick Van Exel y Tariq Abdul-Wahad. En su primera temporada completa en los Nuggets, Howard regresó a sus números de antaño, promediando 18.4 puntos y 7.6 rebotes, aunque su equipo era de los peores de la liga. 
El 16 de julio de 2003 firmó como agente libre con Orlando Magic para posteriormente ser traspasado a Houston Rockets con Tracy McGrady, Reece Gaines y Tyronn Lue por Steve Francis, Kelvin Cato y Cuttino Mobley. Tras tres decentes temporadas en los Rockets, es traspasado en verano de 2007 a Minnesota Timberwolves. A los pocos días de su fichaje fue cortado por los Wolves, siendo repescado por Dallas Mavericks a principios de la temporada 2007-08.
En octubre de 2008 firmó con Denver Nuggets, donde regresa 5 años después, un contrato no garantizado por aproximadamente 1.250.000 dólares. El 3 de noviembre de 2008 fue cortado por el equipo. El 12 de diciembre de 2008 fichó por Charlotte Bobcats.
El 17 de septiembre de 2009, firmó un contrato de un año con Portland Trail Blazers.
El 20 de junio de 2010, firmó un contrato de un año, por el mínimo de veterano, con Miami Heat.
El 10 de diciembre de 2011, renueva por otro año y el mismo salario de veterano que el año anterior. Con 39 años, era el tercer jugador en activo más mayor esa temporada, tras Kurt Thomas y Grant Hill. El 21 de junio de 2012, se convirtió en el primer y único miembro de los Fab Five en ganar un campeonato NBA, después de que ganaran a Oklahoma City Thunder en las Finales (4-1).
Se convirtió en agente libre, pero no recibió ninguna oferta. Hasta que el 2 de marzo de 2013, firmó un contrato de 10 días con los Heat. El 12 de marzo firmó un segundo contrato de 10 días, y el 22 de marzo firmó hasta final de temporada. El 17 de abril, en el último encuentro de la temporada, fue titular, llegando a las 900 titularidades en su carrera NBA. Con la retirada de Grant Hill, se convirtió, con 40 años, en el jugador en activo de más edad de la liga. No disputó los playoffs, pero el equipo ganó, y el consiguió su segundo añillo, poniendo el broche final a su carrera.

### Entrenador
Al poco de retirarse, en septiembre de 2013, se confirma su puesto en el equipo técnico de los Heat, como asistente.
El 22 de mayo de 2019 firma un contrato de cinco años como entrenador principal de los Wolverines de la universidad de Míchigan.
Tras cinco años en Míchigan, el 26 de abril de 2024, se une al cuerpo técnico de Jordi Fernández en Brooklyn Nets.

## Estadísticas de su carrera en la NBA
|  | Denota temporada en la que fue Campeón de la NBA |

### Temporada regular
| Año      | Equipo     | PJ   | PT  | MPP  | %TC  | %3P  | %TL   | RPP | APP | ROB | TPP | PPP  |
| -------- | ---------- | ---- | --- | ---- | ---- | ---- | ----- | --- | --- | --- | --- | ---- |
| 1994-95  | Washington | 65   | 52  | 36.1 | .489 | .000 | .664  | 8.4 | 2.5 | .8  | .2  | 17.0 |
| 1995-96  | Washington | 81   | 81  | 40.7 | .489 | .308 | .749  | 8.1 | 4.4 | .8  | .5  | 22.1 |
| 1996-97  | Washington | 82   | 82  | 40.5 | .486 | .000 | .756  | 8.0 | 3.8 | 1.1 | .3  | 19.1 |
| 1997-98  | Washington | 64   | 64  | 40.0 | .467 | .000 | .721  | 7.0 | 3.3 | 1.3 | .4  | 18.5 |
| 1998-99  | Washington | 36   | 36  | 39.7 | .474 | .000 | .753  | 8.1 | 3.0 | 1.2 | .4  | 18.9 |
| 1999-00  | Washington | 82   | 82  | 35.5 | .459 | .000 | .735  | 5.7 | 3.0 | .8  | .3  | 14.9 |
| 2000-01  | Washington | 54   | 54  | 36.7 | .474 | .000 | .770  | 7.0 | 2.9 | .9  | .4  | 18.2 |
| 2000-01  | Dallas     | 27   | 27  | 36.8 | .488 | .000 | .780  | 7.1 | 2.6 | 1.1 | .6  | 17.8 |
| 2001-02  | Dallas     | 53   | 44  | 31.3 | .462 | .000 | .754  | 7.4 | 1.8 | .5  | .6  | 12.9 |
| 2001-02  | Denver     | 28   | 28  | 34.9 | .457 | .000 | .770  | 7.9 | 2.7 | .6  | .6  | 17.9 |
| 2002-03  | Denver     | 77   | 77  | 35.5 | .450 | .500 | .803  | 7.6 | 3.0 | 1.0 | .3  | 18.4 |
| 2003-04  | Orlando    | 81   | 77  | 35.5 | .453 | .000 | .809  | 7.0 | 2.0 | .7  | .3  | 17.0 |
| 2004-05  | Houston    | 61   | 47  | 26.6 | .451 | .000 | .843  | 5.7 | 1.5 | .5  | .1  | 9.6  |
| 2005-06  | Houston    | 80   | 80  | 31.7 | .459 | .000 | .806  | 6.7 | 1.4 | .6  | .1  | 11.8 |
| 2006-07  | Houston    | 80   | 38  | 26.5 | .465 | .000 | .824  | 5.9 | 1.6 | .4  | .1  | 9.7  |
| 2007-08  | Dallas     | 50   | 0   | 7.1  | .359 | .000 | .786  | 1.6 | .3  | .1  | .0  | 1.1  |
| 2008-09  | Denver     | 3    | 0   | 7.3  | .500 | .000 | .000  | 1.3 | .7  | .3  | .3  | .7   |
| 2008-09  | Charlotte  | 39   | 2   | 11.5 | .510 | .000 | .676  | 1.8 | .6  | .2  | .1  | 4.4  |
| 2009-10  | Portland   | 73   | 27  | 22.4 | .509 | .000 | .786  | 4.6 | .8  | .4  | .1  | 6.0  |
| 2010-11  | Miami      | 57   | 0   | 10.4 | .440 | .000 | .829  | 2.1 | .4  | .2  | .1  | 2.4  |
| 2011-12  | Miami      | 28   | 0   | 6.8  | .309 | .000 | .800  | 1.7 | .4  | .1  | .0  | 1.5  |
| 2012-13  | Miami      | 7    | 2   | 7.3  | .526 | .000 | 1.000 | 1.1 | .9  | .0  | .0  | 3.0  |
| Total    | Total      | 1208 | 900 | 30.3 | .469 | .120 | .764  | 6.1 | 2.2 | .7  | .3  | 13.4 |
| All-Star | All-Star   | 1    | 0   | 16.0 | .200 | .000 | .000  | 6.0 | 2.0 | 1.0 | .0  | 2.0  |

### Playoffs
| Año   | Equipo     | PJ | PT | MPP  | %TC  | %3P  | %TL  | RPP | APP | ROB | TPP | PPP  |
| ----- | ---------- | -- | -- | ---- | ---- | ---- | ---- | --- | --- | --- | --- | ---- |
| 1997  | Washington | 3  | 3  | 43.0 | .465 | .000 | .889 | 6.0 | 1.7 | .7  | .7  | 18.7 |
| 2001  | Dallas     | 10 | 10 | 39.1 | .360 | .000 | .800 | 8.3 | 1.4 | .6  | .5  | 13.4 |
| 2007  | Houston    | 7  | 0  | 22.4 | .400 | .000 | .636 | 4.4 | 1.0 | .7  | .0  | 5.0  |
| 2008  | Dallas     | 3  | 0  | 3.7  | .000 | .000 | .250 | .0  | .3  | .0  | .0  | .3   |
| 2010  | Portland   | 6  | 0  | 14.5 | .526 | .000 | .000 | 2.7 | .7  | .2  | .2  | 3.3  |
| 2011  | Miami      | 11 | 0  | 5.5  | .444 | .000 | .692 | .9  | .1  | .0  | .0  | 1.5  |
| 2012  | Miami      | 9  | 0  | 2.7  | .286 | .000 | .750 | .1  | .0  | .0  | .0  | .8   |
| Total | Total      | 49 | 13 | 17.5 | .394 | .000 | .758 | 3.2 | .7  | .3  | .2  | 5.5  |

## Vida personal
Creció en Chicago con su abuela materna.
En 1994 apareció en la película de baloncesto Hoop Dreams. Luego tuvo un pequeño papel en un episodio de The West Wing en 1999. Y ha aparecido en varios documentales sobre los Fab Five.
Howard tiene seis hijos. Uno de ellos, Juwan Howard Jr. (nacido el 5 de febrero de 1992), es hijo de Markita Blyden, finalista de Michigan's Miss Basketball al liderar a su instituto, el Murray–Wright High School a la final estatal en 1990. Howard Jr. jugó al baloncesto en el instituto Pershing High School, liderando al equipo en su temporada júnior al campeonato estatal Michigan High School Athletic Association. Luego en la universidad jugó su primer año con los Broncos antes de ser transferido a los Titans de la Universidad de Detroit Misericordia.
El 6 de julio de 2002 se casó con Jenine Wardally, con la que tuvo dos hijos: Jace, nacido en septiembre de 2001, y Jett, nacido en 2003. Ambos han jugado en la universidad de Míchigan, y Jett fue seleccionado en el draft de la NBA de 2023.